# Fort Thüngen

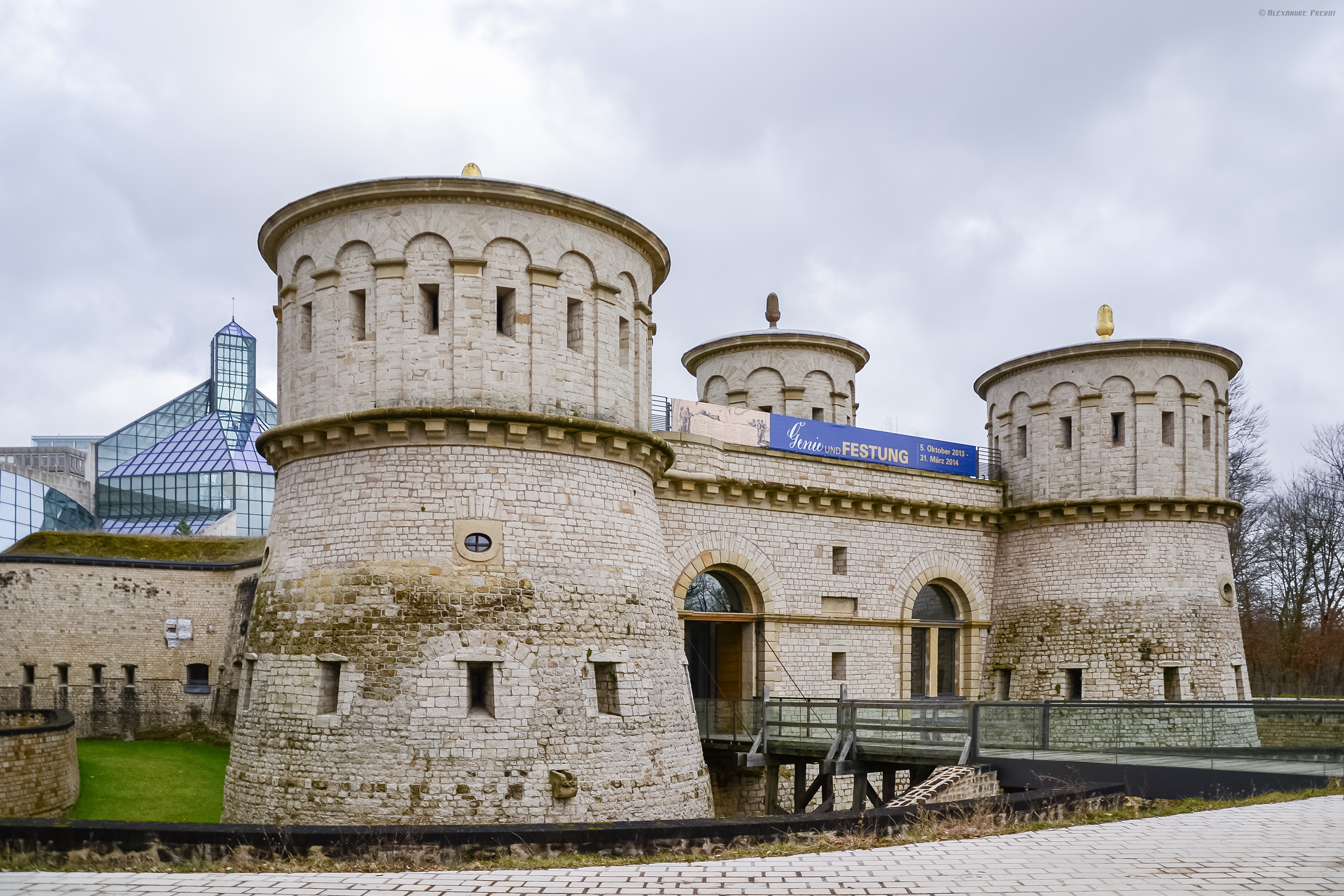
Fort Thüngen (Drei Eicheln)

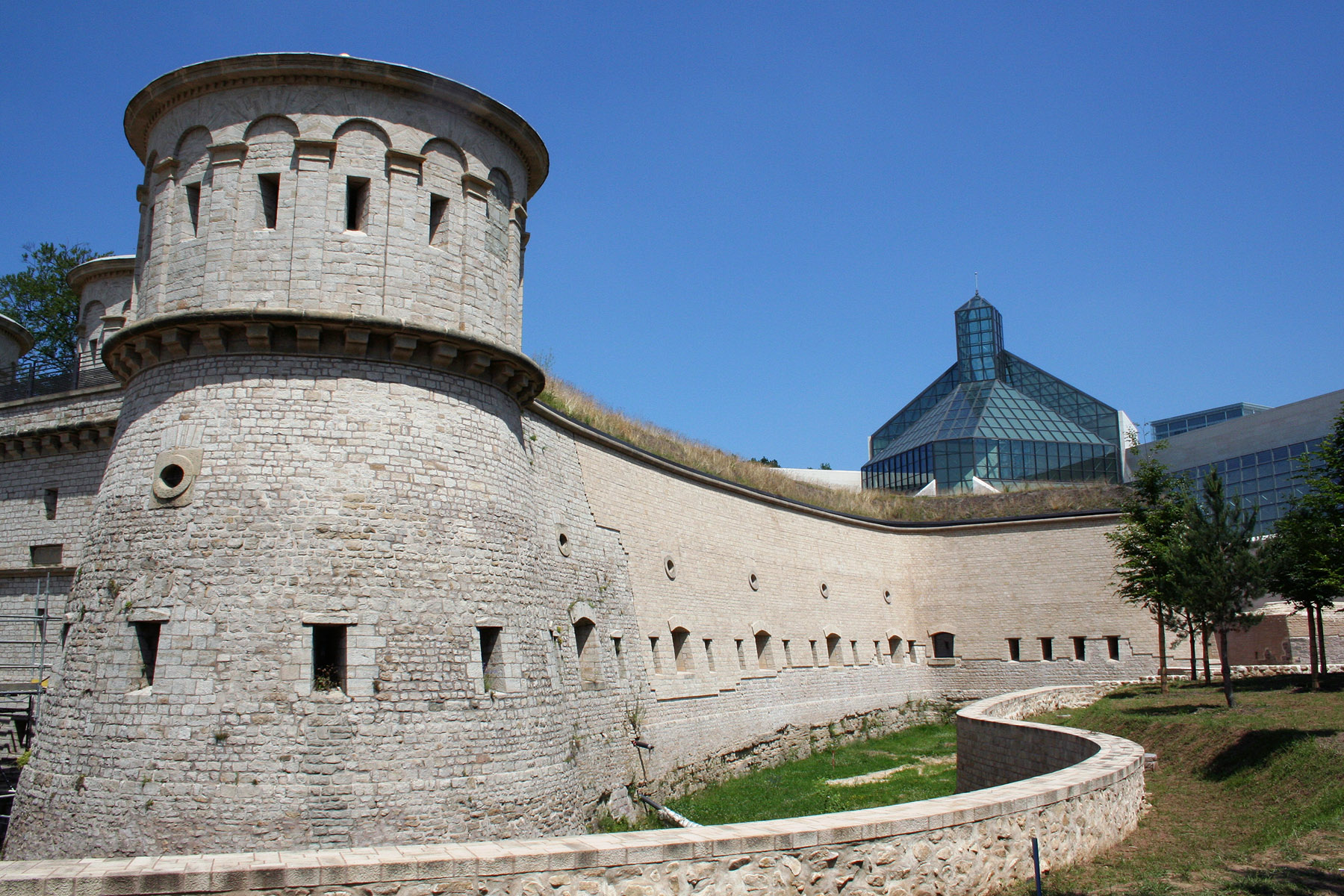
Fort Thüngen i widoczne w tle muzeum MUDAM

Fort Thüngen – zabytkowy fort austriacki, wchodzący w XVIII i XIX wieku w skład Twierdzy Luksemburg. Jest położony w Parku Drai Eechelen w dzielnicy Kirchberg, w północno-wschodniej części miasta Luksemburg. Nazwa fortu pochodzi od nazwiska austriackiego komendanta twierdzy Adama Zygmunta von Thüngen. Fort zaczęto wznosić w 1732 roku, w miejscu wcześniejszych fortyfikacji Redoute du parc projektu Vaubana. Fort rozbudowano w 1836 i 1860 roku.
Na skutek postanowień Traktatu londyńskiego z 1867 roku fort, wraz z Twierdzą Luksemburg, został rozebrany po 1870 roku. Z fortu pozostały jedynie trzy okrągłe wieże i fundamenty. W 1990 roku rozpoczęto rekonstrukcję fortu, równolegle z przygotowywaniem terenu dla budowy muzeum sztuki nowoczesnej MUDAM, które znajduje się w jego pobliżu.
Fort potocznie zwany jest w tłumaczeniu z luksemburskiego jako Trzy Żołędzie (luksemburski: Drai Eechelen, niemiecki: Drei Eicheln), ponieważ na każdej z trzech wież fortu znajdują się żołędzie.

## Galeria

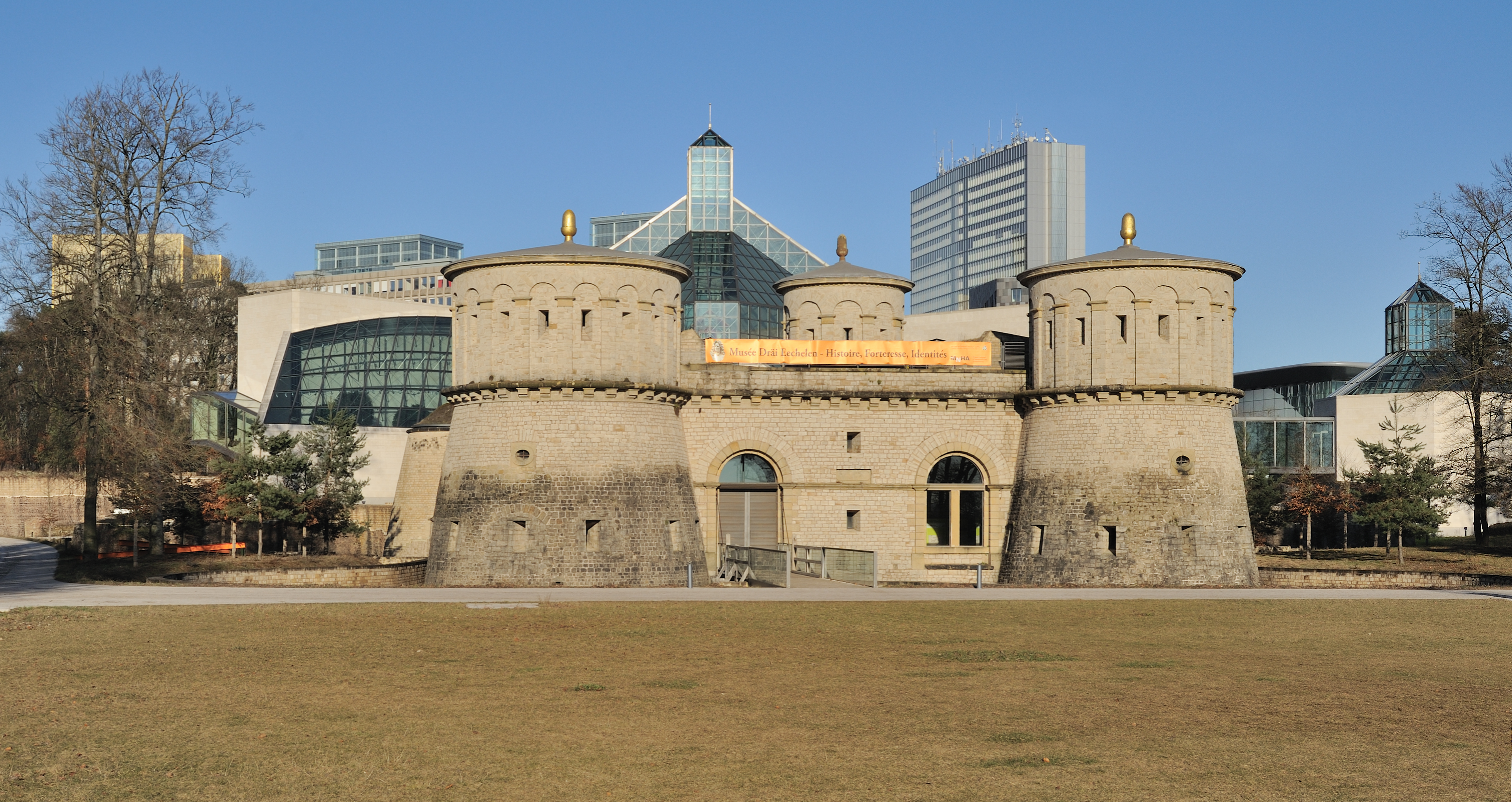
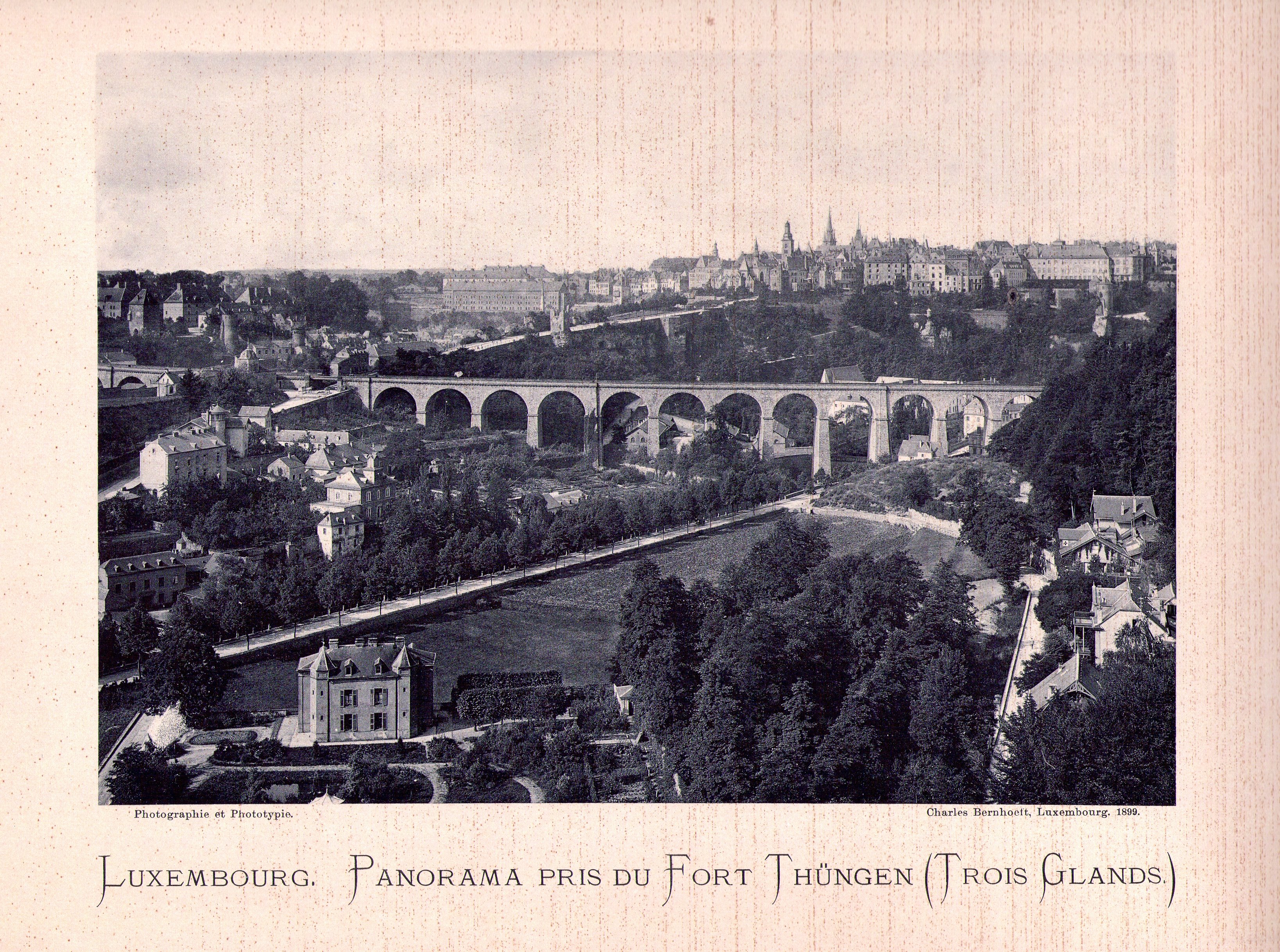
Widok z fortu w 1899, Foto Charles Bernhoeft
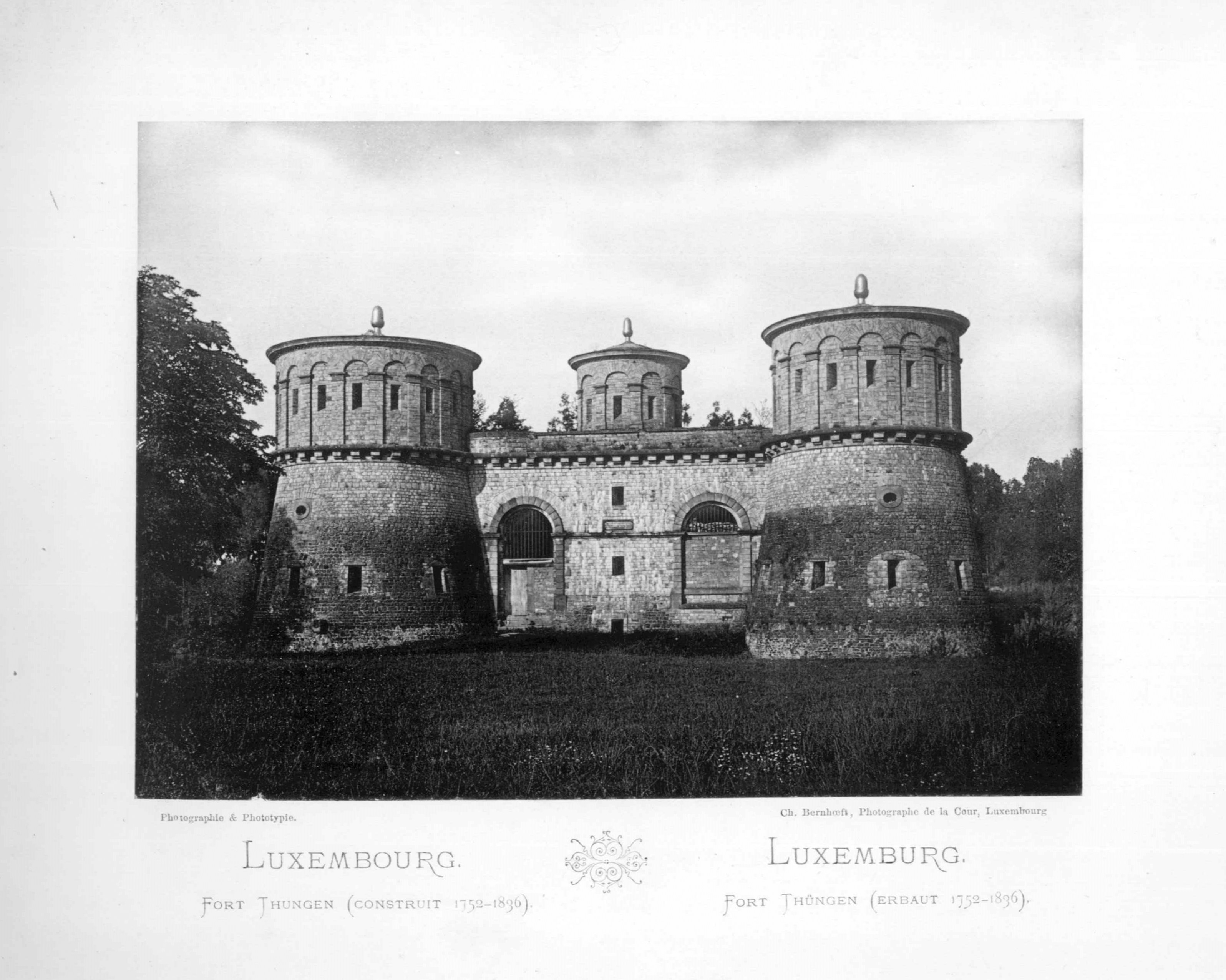
Fort Thüngen w 1893, Foto Charles Bernhoeft